# 阿育吠陀

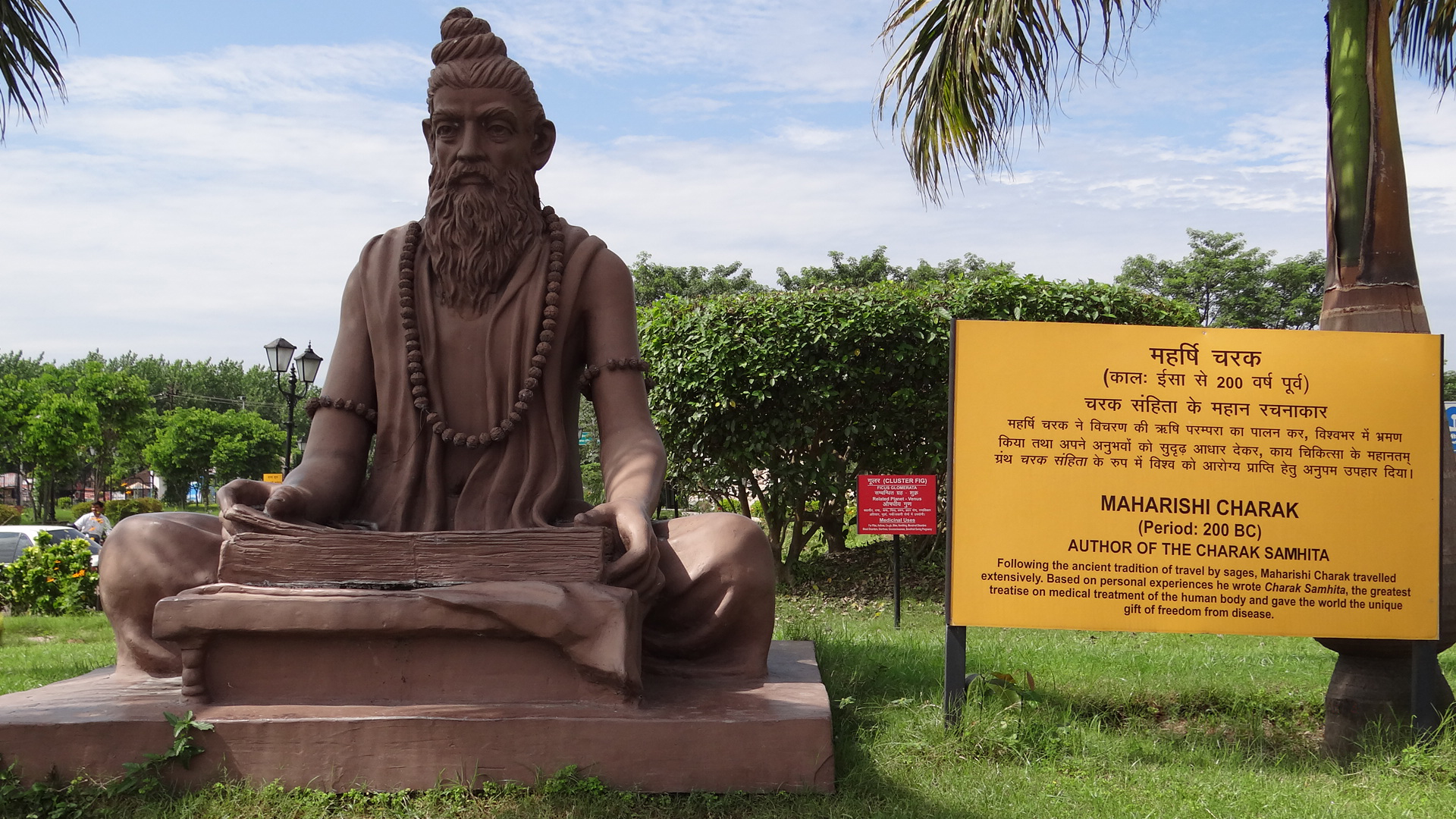
Charaka

阿育吠陀（转写：Āyurveda，意为“生命的知识”）為印度教及佛教的傳統醫學，也譯為壽命吠陀或阿愈吠陀。
阿育吠陀起源于公元前3000年前后的吠陀时代，是印度等南亚国家传统医学的主要组成部分。
在这种治疗体系中，人体被认为是自然不可分割的一部分，当身体与自然不调和时，人体的各项机能便会受到阻碍，进而导致生病。在阿育吠陀医疗方法中，主要有三种实施方法：藥草療法、推拿療法及瑜珈療法。
印度学界一般将阿育吠陀的发展历史分为吠陀时代、本集时代、汇编时代、近现代4个不同历史时段，阿育吠陀古籍有702种，其中重要典籍60种，比如《遮罗迦本集》，《妙闻本集》等。
阿育吠陀醫學不僅是一門醫學體系，而且代表著一種健康的生活方式。阿育吠陀（Ayurveda）由兩個字組成：Āyur指生命，Veda為知識、科學之意。因此阿育吠陀一詞的意思為生命的科學。

## 概說
阿育吠陀的神話是源自於印歐神話中的雙馬童（阿史沃因 Aśvin），即雙胞胎醫生，也是諸神殿的神，名為那瑟滴亞（Nāsatya）及德斯罗（Dasra）。四千年前的雙胞胎醫生的故事已經在土耳其的胡里安語及西泰語以及印度的梵語中失傳了。阿育吠陀與阿達婆吠陀相比較，算是個次要的智慧。這四種吠陀（智慧）是世界上所知用印歐語言所留下來最古老的文件。
經典的阿育吠陀文件，是古印度醫典《揭羅迦本集》，與《阿達婆吠陀》約莫同時期。是在公元前一千年用梵語寫成的，是全面性的醫典。且大多數學者認為，阿育吠陀在西元一百年以前在印歐地區就非常的盛行了。
阿育吠陀隨著佛教的傳布，影響的區域也越來越廣。佛教的和尚將阿育吠陀帶到中原、西藏、蒙古等地，在這地区的醫學系統裡留下傳奇。
德國人將公元前一千年阿育吠陀的《妙聞集》翻譯成德文，並運用在整形手術中。《妙聞集》中提到了阿育吠陀的八個分支：一般醫學、外科、耳鼻喉科及眼科疾病、毒物學、精神科、兒科、婦科、性學及生育學。

## 延伸閱讀
- Drury, Heber. . William H Allen & Co., London. 1873. ISBN 1-4460-2372-9.
- Dymock, William;  et al.  1. London. 1890  [2016-12-05]. （原始内容存档于2021-03-08）.
- Hoernle, Rudolf August Friedrich. . Clarendon Press, Oxford. 1907.
- Patwardhan, Kishore. Pabitra Kumar Roy , 编.  (PDF). Sowarigpa and Ayurveda. Samyak Vak Series-14 (Sarnath, Varanasi: Central Institute of Higher Tibetan Studies). 2008: 53–73  [2016-12-05]. ISBN 978-81-87127-76-5. （原始内容存档 (PDF)于2021-05-07）.
- Wise, Thomas T. . Calcutta: Thacker & Co. 1845.
- Wujastyk, Dominik. . Oxford Bibliographies. Oxford University Press.   [16 October 2015]. doi:10.1093/obo/9780195399318-0035.. A bibliographical survey of the history of Indian medicine.
- WHO guidelines on safety monitoring of herbal medicines in pharmacovigilance systems （页面存档备份，存于）
- Use caution with ayurvedic products （页面存档备份，存于） US Food and Drug Administration.